# Cephalaeschna orbifrons
Cephalaeschna orbifrons е вид водно конче от семейство Aeshnidae. Видът не е застрашен от изчезване.

## Разпространение
Разпространен е в Индия (Западна Бенгалия, Сиким, Утар Прадеш и Химачал Прадеш) и Непал.